# 4484 Sif
4484 Sif (1987 DD) là một tiểu hành tinh vành đai chính được phát hiện ngày 25 tháng 2 năm 1987 bởi Poul Jensen ở Brorfelde.